# Makoto Tanaka
Makoto Tanaka (n. 8 august 1975) este un fost fotbalist japonez.

## Statistici
| Japonia | Japonia | Japonia |
| An      | Meciuri | Goluri  |
| ------- | ------- | ------- |
| 2004    | 14      | 0       |
| 2005    | 16      | 0       |
| 2006    | 2       | 0       |
| Total   | 32      | 0       |